# Tabernaemontana stellata
Tabernaemontana stellata är en oleanderväxtart som beskrevs av Marcel Pichon. Tabernaemontana stellata ingår i släktet Tabernaemontana och familjen oleanderväxter. Inga underarter finns listade i Catalogue of Life.